# Kusijevec
Kusijevec je naselje u Hrvatskoj u sastavu općine Svetog Petra Orehovca. Nalazi se u Koprivničko-križevačkoj županiji. 

## Zemljopis
Zapadno su Mokrice Miholečke, sjeverozapadno su Brezje Miholečko i Fodrovec Riječki, istočno-jugoistočno je Gorica Miholečka, rijeka, Brežani, Ferežani, Kapela Ravenska i Donji Fodrovec, južno je Gornji Fodrovec.

## Stanovništvo
| broj stanovnika | 72    | 95    | 119   | 121   | 132   | 148   | 160   | 163   | 140   | 141   | 119   | 108   | 105   | 88    | 90    | 84    | 80    |
|                 | 1857. | 1869. | 1880. | 1890. | 1900. | 1910. | 1921. | 1931. | 1948. | 1953. | 1961. | 1971. | 1981. | 1991. | 2001. | 2011. | 2021. |

## Poznate osobe
- Zvonimir Širjan - poduzetnik i političar